# Eurhynchium serrulatum
Eurhynchium serrulatum là một loài Rêu trong họ Brachytheciaceae. Loài này được (Hedw.) Kindb. mô tả khoa học đầu tiên năm 1870.